# Oliver Hirschbiegel
Oliver Hirschbiegel (Amburgo, 29 dicembre 1957) è un regista tedesco.

## Biografia
Diplomatosi alla Waldorf School, dove studia pittura e arti grafiche, si reca in seguito alla University of Visual Arts di Amburgo, e fonda Infermental, rivista dedicata al cinema. Inizia la sua carriera come regista nel 1986 dirigendo alcuni film per la televisione tedesca, per la quale dirige anche alcuni episodi della serie Il commissario Rex, da cui trarrà poi un film TV intitolato Rex cucciolo - Le avventure di un piccolo commissario. Debutta sul grande schermo nel 2001 con il thriller psicologico The Experiment - Cercasi cavie umane, ma è solo nel 2004 che si guadagna una certa popolarità con la regia del controverso La caduta, film incentrato sugli ultimi giorni di vita di Adolf Hitler e candidato all'Oscar come miglior film straniero.
Nel 2007 dirige il suo primo film hollywoodiano, Invasion (remake de L'invasione degli Ultracorpi), ma la Warner Bros., casa produttrice della pellicola, non contenta del suo lavoro assegna al regista australiano James McTeigue l'incarico di "correggere" parti del film. Nel 2009 dirige il film L'ombra della vendetta - Five Minutes of Heaven, con Liam Neeson e James Nesbitt, mentre nel luglio 2012 iniziano le riprese del suo successivo lavoro, Diana - La storia segreta di Lady D, film biografico su Lady Diana, interpretato da Naomi Watts. Nel 2015 gira Elser - 13 minuti che non cambiarono la storia, un film che narra la storia di Georg Elser, personaggio realmente esistito che nel 1939 aveva attentato a Hitler.

## Filmografia

### Cinema
- The Experiment - Cercasi cavie umane (Das Experiment) (2001)
- Il mio ultimo film (Mein letzter Film) (2002)
- La caduta - Gli ultimi giorni di Hitler (Der Untergang) (2004)
- Ein Ganz gewöhnlicher Jude (2005)
- Invasion (The Invasion) (2007)
- L'ombra della vendetta - Five Minutes of Heaven (Five Minutes of Heaven) (2009)
- Diana - La storia segreta di Lady D (Diana) (2013)
- Elser - 13 minuti che non cambiarono la storia (Elser – Er hätte die Welt verändert) (2015)

### Televisione
- Go! Projekt, Das – film TV (1986)
- Mörderische Entscheidung – film TV (1991)
- Tatort – serie TV, 3 episodi (1992-2021)
- Das Urteil – film TV (1997)
- Trickser – film TV (1997)
- Rex cucciolo - Le avventure di un piccolo commissario (Baby Rex - Der kleine Kommissar) – film TV (1997)
- Buio oltre la notte (Todfeinde - Die falsche Entscheidung) – film TV (1998)
- I Borgia (Borgia) – serie TV, 4 episodi (2011)
- Turn: Washington's Spies – serie TV, episodio 1x10 (2014)
- Billions – serie TV, episodio 2x08 (2017)
- The Same Sky (Der gleiche Himmel), regia di Oliver Hirschbiegel – miniserie TV (2017)
- 4 Blocks – serie TV, 3 episodi (2018)
- Criminal: Germania (Criminal: Germany), regia di Oliver Hirschbiegel – miniserie TV (2019)
- Unwanted - Ostaggi del mare, regia di Oliver Hirschbiegel – miniserie TV (2023) [3]